# Nuévalos
Nuévalos é um município da Espanha na província de Saragoça, comunidade autónoma de Aragão. Tem 41,8 km² de área e em 2021 tinha 297 habitantes (densidade: 7,1 hab./km²).

## Demografia
| Variação demográfica do município entre 1991 e 2004 | Variação demográfica do município entre 1991 e 2004 | Variação demográfica do município entre 1991 e 2004 | Variação demográfica do município entre 1991 e 2004 |
| --------------------------------------------------- | --------------------------------------------------- | --------------------------------------------------- | --------------------------------------------------- |
| 1991                                                | 1996                                                | 2001                                                | 2004                                                |
| 287                                                 | 297                                                 | 332                                                 | 384                                                 |